# Wysoka (gemeente)
De gemeente Wysoka is een stad- en landgemeente in het Poolse woiwodschap Groot-Polen, in powiat Pilski. Het ligt 10 km ten westen van de stad Piła (Duits: Schneidemühl).
De zetel van de gemeente is in Wysoka.
Op 30 juni 2004 telde de gemeente 6943 inwoners.

## Oppervlakte gegevens
In 2002 bedroeg de totale oppervlakte van gemeente Wysoka 123,04 km², waarvan:
- agrarisch gebied: 79%
- bossen: 13%

De gemeente beslaat 9,71% van de totale oppervlakte van de powiat.

## Demografie
Stand op 30 juni 2004:
| Omschrijving                   | Totaal | Totaal | Vrouwen | Vrouwen | Mannen | Mannen |
| ------------------------------ | ------ | ------ | ------- | ------- | ------ | ------ |
| eenheid                        | aantal | %      | aantal  | %       | aantal | %      |
| inwoners                       | 6943   | 100    | 3414    | 49,2    | 3529   | 50,8   |
| bevolkingsdichtheid (inw./km²) | 56,4   | 56,4   | 27,7    | 27,7    | 28,7   | 28,7   |

In 2002 bedroeg het gemiddelde inkomen per inwoner 1356,54 zł.

## Plaatsen
Bądecz, Czajcze, Gmurowo, Jeziorki Kosztowskie, Kijaszkowo, Kostrzynek, Młotkowo, Mościska, Nowa Rudna, Rudna, Sędziniec, Stare, Tłukomy, Wysoczka, Wysoka Mała, Wysoka Wielka.

## Aangrenzende gemeenten
Białośliwie, Kaczory, Krajenka, Łobżenica, Miasteczko Krajeńskie, Wyrzysk, Złotów